# Sphecodes vachali
Sphecodes vachali is een vliesvleugelig insect uit de familie Halictidae. De wetenschappelijke naam van de soort is voor het eerst geldig gepubliceerd in 1920 door Meyer.